# Japanstalige Wikipedia
De Japanstalige versie van Wikipedia (ウィキペディア) is opgericht op 20 mei 2001. Zij had in oktober 2011 ruim 774.000 artikelen, wat haar de op acht na grootste editie van Wikipedia maakt, na de Engels-, Duits-, Frans-, Nederlands-, Italiaans-, Spaans-, Pools- en Russischtalige versies.

## Geschiedenis
In mei 2001 werden 12 niet-Engelse versies van Wikipedia opgericht, inclusief een Japanstalige versie. De URL van de website was destijds nihongo.wikipedia.com en alle pagina's waren geschreven in een Latijns alfabet of Romaji, omdat de gebruikte software MediaWiki toen nog niet werkte met Japanse tekens.
Het eerste artikel heette Nihongo No Funimekusu (incorrecte naam, waarschijnlijk werd onso taikei (音素体系) bedoeld) en was volledig geschreven in Romaji. Tot eind december 2001 waren er slechts twee pagina's.

### Lokalisatie
Op 1 september 2002 volgde een upgrade van de software naar de zogenaamde "Fase III"-versie, en de artikelen werden verplaatst van de oude versie naar de nieuwe. Het is nog steeds mogelijk sporen te zien van de wijzigingen aan de artikelen in die tijd. Zoals de geschiedenis van de oude artikelen laat zien werden sommige artikelen geschreven door mensen die Japans niet als moedertaal hadden. Grote onderwerpen als Japanse cultuur, Japanse taal, geografie en programmeren zijn hier voorbeelden van.
Ook in september 2002 begon de vertaling van de Wikipedia-opmaak naar het Japans. Aan het eind van dat jaar zijn de pagina's van de wijzigingen en de GNU Free Documentation License vertaald. Medio december waren er ongeveer 10 geregistreerde gebruikers, en ook ongeveer 10 artikelen.

### Uitbreiding
Op 31 januari 2003 zette een Japans online tijdschrift, Wired News Japanese edition, Wikipedia op de voorpagina. Na deze gebeurtenis steeg het aantal medewerkers en veel pagina's over Wikipedia werden vertaald of aangemaakt.
Op 12 februari 2003 haalde de Japanstalige Wikipedia 1000 pagina's, twee jaar na de Engelstalige versie. Om die reden postte de Japanse Slashdot een verhaal over de Japanstalige Wikipedia. In enkele dagen verdubbelde het aantal medewerkers, dankzij de populariteit van Slashdot. Dankzij deze gebeurtenis verschenen er veel nieuwe artikelen over allerlei verschillende onderwerpen.
Op 15 juni 2003 behaalde de Japanstalige Wikipedia de 10.000 artikelen, 4 maanden en 3 dagen na de 1000 artikelen. Hiermee versloeg de Japanstalige Wikipedia de Engelstalige om hetzelfde doel te bereiken. Mei 2004 had de Japanstalige Wikipedia al 50.000 artikelen.
De enorme kracht achter de uitbreiding is ontstaan door verschillende links op de Yahoo! Japan-nieuwspagina. Het is onbekend wanneer Yahoo! precies is begonnen met links invoegen in hun artikelen, maar in augustus 2004 waren dat er tientallen. De ontwikkelaars van Wikipedia zagen, dat er een verband was tussen de links in de Yahoo! Japan-nieuwsartikelen en de sterke uitbreiding van medewerkers en artikelen op de Japanstalige Wikipedia.

### Tijdlijn
Aantal artikelen:
| Datum            | Aantal     |
| ---------------- | ---------- |
| 20 mei 2001      | oprichting |
| 12 februari 2003 | 1000       |
| 15 juni 2003     | 10.000     |
| 26 mei 2004      | 50.000     |
| 11 februari 2005 | 100.000    |
| 9 april 2006     | 200.000    |
| 15 december 2006 | 300.000    |
| 10 augustus 2007 | 400.000    |
| 25 juni 2008     | 500.000    |
| augustus 2016    | 1.000.000  |

## Kenmerken
De Japanstalige Wikipedia verschilt op meerdere manieren van de andere Wikipedia's.
- Een wijziging wordt alleen behouden als deze legaal is voor de wetten van Japan en de Verenigde Staten, om rekening te houden met de medewerkers die in Japan wonen. Dit heeft twee grote gevolgen:
  - De fair use-wetgeving van de wetten uit de VS zijn niet van kracht. Artikelen en mediabestanden die geen GFDL-licentie hebben zijn verboden, zelfs als ze legaal zouden zijn onder de fair use-wetgeving uit de VS.
  - Illegale materialen kunnen niet worden behouden in een archief. Als een illegale wijziging is toegebracht tussen legale versies, zal een moderator het archief moeten leeghalen door het artikel te verwijderen en een legale versie terug te plaatsen.
- Citeren wordt weerhouden. Er is onenigheid over de GFDL-compatibiliteit van citaten. Artikelen die citaten bevatten worden verwijderd, behalve als ze aan de volgende vereisten voldoen:
  1. Er is een duidelijke bron.
  2. Het is duidelijk dat het een citaat is en van wie dit afkomstig is.
  3. Het citeren en de citaten kunnen respectievelijk worden beschouwd als de principiëlen en ondergeschikten in kwaliteit en kwantiteit.
  4. Het citeren en de citaten kunnen duidelijk uit elkaar gehouden worden.
- Kopiëren en plakken binnen Wikipedia, inclusief samenvoegen en splitsen, zijn niet toegestaan, tenzij er duidelijk wordt aangegeven dat het is gekopieerd-geplakt uit het originele artikel.

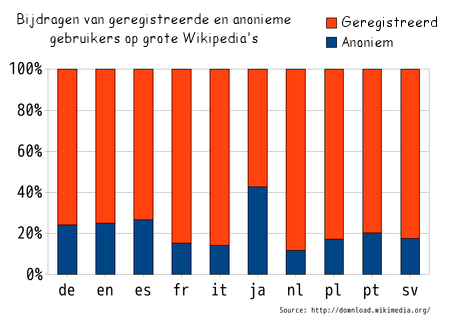
Het aantal anonieme wijzigingen is relatief hoog in vergelijking met andere grote versies van Wikipedia

- Het aantal anonieme wijzigingen is relatief hoog in vergelijking met andere grote versies van Wikipedia. (Zie grafiek)
- Bewerkingsoorlogen worden streng tegengewerkt. Artikelen kunnen worden beveiligd door een bewerkingsoorlog van soms maar 3 of 4 wijzigingen. De beveiliging zal niet worden opgeheven, tenzij iemand het nadrukkelijk voorstelt. Waarschijnlijk had de Japanstalige Wikipedia hierdoor in september 2005 het op een na hoogste aantal beveiligde artikelen in twee weken, na de Duitstalige Wikipedia. Artikelen over gevoelige onderwerpen, zoals de Tweede Wereldoorlog en de Rotsen van Liancourt zijn altijd volledig beveiligd.
- Artikelen zullen worden verwijderd als ze namen bevatten van burgers, tenzij het publieke figuren zijn. Een artikel over Shosei Koda, een Japans burger die gekidnapt werd in Irak wijst niet door naar het artikel met zijn naam. De naam van Shinzo Abe mag wel worden genoemd door zijn publieke positie.
- De versie van Wikipedia benadrukt het feit dat ze geen krant is en ontmoedigt wijzigingen over actuele gebeurtenissen.
- Vanwege de sterke tegenwerking van bewerkingsoorlogen, reageren administrators vaak negatief over zaken waar veel kleine wijzigingen worden aangebracht aan één artikel in een korte tijd.